# Mauricio Kagel Musikpreis
Der Maurizio Kagel Musikpreis wird von der Kunststiftung NRW verliehen. Sie zeichnet international ausgewiesene Künstler aus, die sich in ihrem Schaffen im Sinne von Mauricio Kagel mit dem künstlerischen Experiment, interdisziplinären Konzeptionen und neuen Strategien der Präsentation und Rezeption zeitgenössischer Kunst beschäftigen. Sie würdigt Experimente an den Schnittstellen zwischen Musik, Bild  und Performance. Der Preis ist mit fünfzigtausend Euro dotiert. Er wird alle zwei Jahre vergeben. Neben dreißigtausend Euro, die der Preisträger direkt erhält, sind weitere zwanzigtausend Euro des Preisgelds mit der Auflage verbunden, das Geld in die Entwicklung eines künstlerischen Projektes in Nordrhein-Westfalen einzubringen.

## Preisträger
- 2011: Georges Aperghis
- 2013: Michel van der Aa
- 2015: Rebecca Saunders
- 2017: Simon Steen-Andersen